# Leonid Leonidov
Leonid Mironovič Leonidov (Odessa, 3 giugno 1873 – Mosca, 6 agosto 1941) è stato un attore e regista russo.

## Filmografia parziale

### Attore
- Železnaja pjata (1919)
- Le ali del servo (1926)
- Evo prevoschoditel'stvo (1927)
- Marionetki, regia di Jakov Protazanov e Porfirij Podobed (1933)

## Premi
- Artista onorato della RSFSR
- Artista popolare della RSFSR
- Artista del popolo dell'Unione Sovietica
- Ordine di Lenin
- Ordine della Bandiera rossa del lavoro